# Pibor
Pibor ist eine Kleinstadt im Südsudan. Sie liegt im Bundesstaat Jonglei und ist die Hauptstadt des gleichnamigen Countys Pibor. Sie war die Hauptstadt des von 2015 bis 2020 existierenden Bundesstaates Borna. Die Ortschaft wird auch Pibor Post oder Fort Bruce genannt. Sie verfügt über einen Flughafen (Pibor Airport).
Die Stadt wurde bekannt als Ort blutiger Konflikte zwischen Milizen des Lou-Nuer-Volkes und des Volkes der Murle im Dezember 2011 und Januar 2012.
Etwa 65 Kilometer östlich von Pibor befindet sich der Boma-Nationalpark.